# Claus von Bredow
Pour les articles homonymes, voir Famille von Bredow et Bredow (homonymie).
Gottfried Klaus von Bredow (né le 10 avril 1850 à Fürstenwalde, arrondissement de Lebus (de) et mort le 7 décembre 1913 à Berlin-Halensee) est un général de division et écrivain militaire prussien.

## Biographie
Klaus von Bredow est le plus jeune fils du lieutenant-colonel prussien Wilhelm von Bredow (1799-1871) et de sa seconde épouse Marie, née Busse (1825-1858). L'administrateur d'arrondissement Dietrich von Bredow (de) (1768-1836) est son grand-père

### Carrière militaire
Klaus von Bredow sert comme sous-lieutenant, il rejoint le 13 juin 1866 en tant qu'enseigne  dans le 3e escadron du 9e régiment de hussards. Pendant la guerre contre la France, il rejoint le 10 septembre 1870 l'état-major de la 16e division d'infanterie comme officier d'ordonnance et reçoit la croix de fer de 2e classe pour son action. En 1893, il est major dans le 7e régiment d'uhlans (de) et adjudant au commandement général du 16e corps d'armée.
À partir du 20 mai 1897, Bredow est commandé pour le royaume de Wurtemberg et est tout d'abord chargé de diriger le 25e régiment de dragons (de) jusqu'au 17 juin 1897. Promu lieutenant-colonel, il est ensuite nommé commandant du régiment. En cette qualité, il reçoit en novembre 1899 la croix d'honneur de l'Ordre de la Couronne de Wurtemberg ainsi que, lors de la fête de l'Ordre en janvier 1901, l'Ordre de la Couronne de 2e classe. Le 18 août 1901, Bredow est relevé de son commandement pour le Wurtemberg et, avec l'autorisation de porter l'uniforme du 9e régiment de dragons, il est chargé de diriger la 30e brigade de cavalerie à Sarrebourg. Avec sa promotion au rang de général de division, il est nommé commandant de cette grande unité le 18 avril 1903, jusqu'à ce qu'il soit finalement mis à disposition le 7 janvier 1904, en approbation de sa demande de départ avec pension.
Après sa retraite, Bredow, qui a déjà travaillé comme écrivain militaire pendant son service actif, est rédacteur en chef du tout nouveau Deutsche Montagszeitung (de) de juillet 1910 à octobre 1911.

### Famille
Le 3 septembre 1871, il épouse Helene Seyffarth (née en 1851) à Trèves. Après le divorce en mai 1907, il épouse Maud Schueler (née en 1872) à Meiningen la même année. Le mariage produit neuf enfants.

## Publications
- Geschichte des 2. Rheinischen Husaren-Regiments Nr. 9. Mittler & Sohn, Berlin 1889.
- Das Husaren-Buch: Geschichte der preußischen Husaren von ihrer Entstehung bis auf die Gegenwart. Püttmann, 1894.
- Historische Rang- und Stammliste des deutschen Heeres. Verlag August Scherl, Berlin 1905.
- Seydlitz: Preußens größten Reiterführers kurze Lebensbeschreibung. F. Engelmann, 1908.